# Sony Ericsson W200
Sony Ericsson W200 é um telefone celular da Sony Ericsson lançado em janeiro de 2007. Pesa 85g, possui rádio FM, uma câmera de VGA e um software da Sony Walkman, mas não tem bluetooth.
O tamanho da tela é 128 × 160 pixels e possui uma memória interna de cerca de 27MB, podendo ter uma expansão usando um Memory stick versão M2 (raro cartão de memória da Sony). O telefone é Triband, suportando o GSM 900, 1800 e 1900.
O W200 está disponível em quatro cores, ritmos negros, pulso branco, cinza e branco aquático. É uma atualização da câmera do K310, VGA que possui Zoom Digital 4x e pode fotografar com uma resolução de 640x480 pixels de hardware ou 1280x960 pixels com interpolação de software. Grava vídeo (3GP com áudio AMR) até 176x144 pixels.
W200 é voltado para o público jovem que deseja um aparelho walkman. O W200 oferece todas as funcionalidades dos leitores de música mais importantes em quase metade do preço de qualquer outro telefone em sua categoria. Este atributo foi bem apreciado pelos críticos em diferentes sites e revistas. CNET.uk disse em seu comentário: "As funcionalidades de música são um dos aspectos mais impressionantes do aparelho". Muitos comentadores criticaram a falta de Bluetooth, já que era um celular de música, mas reconheceu que a saída de música de alta qualidade e o valor do aparelho compensavam sua falta. Com tais características, o aparelho foi um dos mais vendidos de sua categoria.